# Отар (Красногвардейский район)
Ота́р (укр. Отар, крымскотат. Otar, Отар) — исчезнувшее село в Красногвардейском районе Республики Крым, располагавшееся на севере района, в степной части Крыма, примерно у западной окраины современного села Знаменка.

## История
Первое документальное упоминание села встречается в Камеральном Описании Крыма… 1784 года, судя по которому, в последний период Крымского ханства Отар Карджав входил в Даирский кадылык Акмечетского каймаканства.
После присоединения Крыма к России 8 февраля 1784 год а, деревня была приписана к Перекопскому уезду Таврической области. После Павловских реформ, с 1796 по 1802 год, входила в Перекопский уезд Новороссийской губернии. По новому административному делению, после создания 8 (20) октября 1802 года Таврической губернии, Отар был включён в состав Кокчора-Киятской волости Перекопского уезда.
По Ведомости о всех селениях, в Перекопском уезде состоящих… от 21 октября 1805 года в деревне Отар числилось 15 дворов и 113 жителей крымских татар. На военно-топографической генерал-майора Мухина 1817 года деревня Атар обозначена с 13 дворами. После реформы волостного деления 1829 года Отар, согласно «Ведомости о казённых волостях Таврической губернии 1829 года» остался в составе Кокчорокиятской волости. На карте 1842 года Отар обозначена условным знаком «малая деревня», то есть, менее 5 дворов.
В 1860-х годах, после земской реформы Александра II, деревню включили в состав Владиславской волости того же уезда.
К 1864 году деревня Отар опустела — в «Списке населённых мест Таврической губернии по сведениям 1864 года» не значится, а, согласно «Памятной книжке Таврической губернии за 1867 год», была покинута жителями в 1860—1864 годах, в результате эмиграции крымских татар, особенно массовой после Крымской войны 1853—1856 годов, в Турцию и оставалась в развалинах. По обследованиям профессора А. Н. Козловского начала 1860-х годов, в селении вода в колодцах глубиной от 12—18 саженей (от 25 до 38 м) была солоноватая. Вновь, как Отарчик с 6 дворами, встречается на трёхверстовой карте Шуберта 1865—1876 года. К 1886 году Владиславская волость была упразднена и в «Памятной книге Таврической губернии 1889 года», по результатам Х ревизии 1887 года, в деревне Отар Григорьевской волости числилось 14 дворов и 74 жителя.
После земской реформы 1890-х годов Отар приписали к Тотанайской волости. По «…Памятной книжке Таврической губернии на 1892 год» в деревне Отар числилось 20 жителей в 7 домохозяйствах. В дальнейшем в доступных источниках не встречается.

### Динамика численности
- 1805 год — 113 чел.[9]
- 1889 год — 74 чел.[18]
- 1892 год — 169 чел.[20]